# Gerista
Gerista is een geslacht van rechtvleugeligen uit de familie veldsprinkhanen (Acrididae). De wetenschappelijke naam van dit geslacht is voor het eerst geldig gepubliceerd in 1905 door Bolívar.

## Soorten
Het geslacht Gerista  is monotypisch en omvat slechts de volgende soort:
- Gerista dimidiata (Bolívar, 1905)